# Eulitoclonius litomecoides
Eulitoclonius litomecoides är en skalbaggsart som beskrevs av Schmidt 1923. Eulitoclonius litomecoides ingår i släktet Eulitoclonius och familjen långhorningar. Inga underarter finns listade i Catalogue of Life.